# Милан (женский футбольный клуб)
«Милан» (полное название — Футбольная Ассоциация «Милан», англ. L'Associazione Calcio Milan) — итальянский женский профессиональный футбольный клуб из Милана, регион Ломбардия, основанный в 2018 году; аффилиат футбольного клуба «Милан». Выступает в Серии А, высшем дивизионе в системе женских футбольных лиг Италии. Домашние матчи проводит на стадионе Спортивного центра «Висмара».

## История
11 июня 2018 года стал днём официального образования женского футбольного клуба «Милан». Дебютировал новый клуб в Серии А в сезоне 2018/19, приобретя лицензию у клуба «Брешия». На должность главного тренера «Милана» была назначена бывшая итальянская футболистка и член Зала славы итальянского футбола, Каролина Мораче. 22 сентября 2018 года «Милан» провёл свою дебютную игру в рамках Серии А, обыграв в выездном матче «Бари» (6:0). Первым голом «Милана» в Серии А на 15-й минуте встречи отметилась Даниэла Сабатино. В дебютном для себя розыгрыше Кубка Италии 2018/19 «Милан» дошел до полуфинала, где уступил по сумме двух встреч (2:3) будущему чемпиону «Ювентусу». В чемпионате Италии команда закончила на 3-м месте, проиграв в последнем туре 20 апреля 2019 года в домашнем матче против «Кьево» (1:2) и не попав в квалификацию Лиги чемпионов УЕФА. В дебютном сезоне «Милан» выиграл 16 матчей, трижды сыграл в ничью и трижды проиграл, набрав в итоге 51 очко, пропустив вперёд «Фиорентину» и победителя Серии А «Ювентус». Форвард «Милана» Валентина Джачинти с 21 голом по итогам сезона 2018/19 стала лучшим бомбардиром Серии А; её одноклубница Диниэла Сабатино с 17 мячами стала второй.
25 июня 2019 года главным тренером женской футбольной команды «Милан» был назначен Маурицио Ганц, с которым был заключён двухлетний контракт. 28 августа 2019 года «Милан» подписал игрока сборной Колумбии Леди Андраде, а новым капитаном команды была избрана Валентина Джачинти. 6 сентября 2019 года в «Милан» перешла полузащитник сборной ЮАР Рефилоу Джейн с австралийского клуба «Канберра Юнайтед». 13 октября 2019 года состоялся первый в истории матч миланского дерби среди женщин между клубами «Интернационале» и «Миланом» в рамках Серии А, в котором «Милан» одержал победу на выезде со счётом 3:1. В Кубке Италии «Милан» обыграл в 1/8 финала во втором миланском дерби «Интер» (4:1), затем 8 февраля 2020 года в первом матче 1/4 финала уступил «Фиорентине» (1:2), однако второй матч между командами не был сыгран и был отменён из-за распространения COVID-19 в Италии, соответственно розыгрыш Кубка Италии 2019/20 был приостановлен и не доигран. 9 марта 2020 года властями Италии был приостановлен и чемпионат Италии до 3 апреля 2020 года в связи с распространением COVID-19. Чемпионат не возобновился, и сезон был прекращён 8 июня 2020 года. 25 июня 2020 года Итальянская федерация футбола (ИФФ) объявила чемпионом «Ювентус» (для которого это скудетто стало третьим выигранным подряд), а «Милан» финишировал на 3-м месте.
5 октября 2020 года женский клуб «Милан» впервые в истории провёл матч на стадионе «Сан-Сиро» против «Ювентуса» в рамках Серии А, в котором «красно-чёрные» уступили с минимальным счётом 0:1. 6 января 2021 года в полуфинале Суперкубка Италии 2020 «Милан» уступил «Фиорентине» (1:2). 5 марта 2021 года главный тренер Маурицио Ганц продлил контракт с женским клубом до 2022 года. Начиная с сезона 2019/20 клуб под руководством Ганца провёл 36 матчей: 27 побед, 4 ничьи и 5 поражений. На момент подписания контракта, «Милан» в текущем сезоне 2020/21 забил 83 гола при 28 пропущенных и находится на втором месте в турнирной таблице, имея в активе 38 очков. 24 апреля 2021 года «Милан» впервые в истории пробился в финал Кубка Италии, обыграв в домашнем поединке 1/2 финала «Интернационале» со счетом 4:2. 15 мая 2021 года в матче против «Сассуоло» (0:0) команда гарантировала себе второе место в Серии А и впервые в истории пробилась в европейский турнир — Лигу чемпионов УЕФА. 23 мая 2021 года в последнем туре «Милан» сыграл вничью с «Хеллас Верона» (2:2), финишировал на 2-м месте после «Ювентуса» с 51-м набранным очком и 16 победами в 22 матчах, впервые выиграв серебряные медали чемпионата Италии. 30 мая 2021 года в дебютном участии в финале Кубка Италии 2021 года «Милан» уступил «Роме» (0:0, в серии послематчевых пенальти 1:3).
В летнее трансферное окно «Милан» подписал ряд новых игроков: Гудни Арнадоттир, Джорджия Миотто, Серена Кортези, Сара Триге Андерсен, Нина Штапельфельдт, Линдси Тома, Мерле Луиза Киршштейн, и другие. 16 июля 2021 года в «Милан» перешла вратарь сборной Италии и туринского «Ювентуса» Лаура Джулиани. 17 августа 2021 года «Милан» дебютировал в еврокубках против швейцарского «Цюриха» в полуфинальном матче группы 1 первого отборочного раунда Лиги чемпионов УЕФА сезона 2021/2022, добыв первую победу со счётом 2:1. Автором первого в истории гола «Милана» в еврокубковых поединках стала Валентина Джачинти, которая открыла счёт в матче на 33-й минуте и отметилась дублем на 82-й. 21 августа 2021 года «Милан» проиграл в финальном матче группы 1 первого отборочного раунда немецкому «Хоффенхайму» (0:2)Хоффенхайм 2-0 Милан. Официальный сайт УЕФА (20 августа 2021). Дата обращения: 25 августа 2021., выбыв с евротурнира.

## Стадион
После того как «Милан» был принят в Серию А, свои домашние матчи проводит на стадионе Спортивного центра «Висмара», который вмещает 1 200 зрителей. 5 октября 2020 года «Милан» впервые в истории провёл матч на стадионе «Сан-Сиро» против «Ювентуса» в рамках Серии А, в котором «красно-чёрные» уступили с минимальным счётом 0:1.

## Текущий состав
| 1  | Флаг Италии   | Вр  | Лаура Джулиани        | 1993 |  |  |  |  |
| 12 | Флаг Словакии | Вр  | Мария Коренчова       | 1989 |  |  |  |  |
| 22 | Флаг Италии   | Вр  | Ноеми Феделе          | 1997 |  |  |  |  |
|    |               |     |                       |      |  |  |  |  |
| 4  | Флаг Исландии | Защ | Гудни Арнадоттир      | 1990 |  |  |  |  |
| 3  | Флаг Дании    | Защ | Сара Андерсен         | 1996 |  |  |  |  |
| 5  | Флаг Испании  | Защ | Лайя Кодина Панедас   | 2000 |  |  |  |  |
| 6  | Флаг Италии   | Защ | Лаура Фузетти         | 1990 |  |  |  |  |
| 13 | Флаг Германии | Защ | Мерле Луиза Киршштейн | 2002 |  |  |  |  |
| 16 | Флаг Италии   | Защ | Федерика Рицца        | 1997 |  |  |  |  |
| 27 | Флаг Италии   | Защ | Линда Туччери Чимини  | 1991 |  |  |  |  |
| 36 | Флаг Франции  | Защ | Лора Агар             | 1989 |  |  |  |  |
|    |               |     |                       |      |  |  |  |  |
| 8  | Флаг Италии   | ПЗ  | Грета Адами           | 1992 |  |  |  |  |

| 11 | Флаг Шотландии | ПЗ  | Кристи Гримшоу               | 1995 |  |  |  |  |
| 15 | Флаг ЮАР       | ПЗ  | Рефилоу Джейн                | 1992 |  |  |  |  |
| 87 | Флаг Испании   | ПЗ  | Вероника Бокете              | 1987 |  |  |  |  |
| 88 | Флаг Италии    | ПЗ  | Клаудия Маури                | 1992 |  |  |  |  |
|    |                |     |                              |      |  |  |  |  |
| 7  | Флаг Италии    | Нап | Валентина Бергамаски         | 1997 |  |  |  |  |
| 9  | Флаг Италии    | Нап | Валентина Джачинти (капитан) | 1994 |  |  |  |  |
| 10 | Флаг Швейцарии | Нап | Нина Штапельфельдт           | 1995 |  |  |  |  |
| 19 | Флаг Франции   | Нап | Линдси Тома                  | 1995 |  |  |  |  |
| 23 | Флаг Италии    | Нап | Мириам Лонго                 | 2000 |  |  |  |  |
| 44 | Флаг Италии    | Нап | Джорджия Миотто              | 2002 |  |  |  |  |
| 64 | Флаг Италии    | Нап | Серена Кортези               | 2002 |  |  |  |  |

## Тренерский штаб
| Должность                  | Имя               |
| -------------------------- | ----------------- |
| Главный тренер             | Маурицио Ганц     |
| Ассистент главного тренера | Давиде Кордоне    |
| Тренер по физподготовке    | Лоренцо Франчини  |
| Тренер вратарей            | Кристиан Берретта |
| Тренер-видеоаналитик       | Карло Бреви       |
| Спортивный директор        | Роберто Анджони   |

## Главные тренеры
- Каролина Мораче (2018—2019)
- Маурицио Ганц (2019—н. в.)

## Сезоны

### Список сезонов
| Сезон   | Дивизион | И    | В    | Н    | П    | МЗ   | МП   | О    | Поз. | Кубок Италии | Лига чемпионов          | Имя                | Голы             |
| Сезон   | Лига     | Лига | Лига | Лига | Лига | Лига | Лига | Лига | Лига | Кубок Италии | Лига чемпионов          | Лучший бомбардир   | Лучший бомбардир |
| ------- | -------- | ---- | ---- | ---- | ---- | ---- | ---- | ---- | ---- | ------------ | ----------------------- | ------------------ | ---------------- |
| 2018/19 | Серия А  | 22   | 16   | 3    | 3    | 54   | 21   | 51   | 3-е  | 1/2          | —                       | Валентина Джачинти | 23               |
| 2019/20 | Серия А  | 15   | 11   | 2    | 2    | 35   | 15   | 35   | 3-е  | 1/4          | —                       | Валентина Джачинти | 9                |
| 2020/21 | Серия А  | 22   | 16   | 3    | 3    | 47   | 17   | 51   | 2-е  | финал        | —                       | Валентина Джачинти | 23               |
| 2021/22 | Серия А  | 1    | 1    | 0    | 0    | 4    | 0    | 3    | 1-е  | —            | первый отборочный раунд | Валентина Джачинти | 4                |

1. ↑  Учтены голы во всех официальных турнирах сезона.

## Достижения
- Серия А 
  - Серебряный призёр: 2020/21
  - Бронзовый призёр (2): 2018/19, 2019/20
- Кубок Италии
  - Финалист: 2020/21
  - Полуфиналист: 2018/19